# クイーンズタウン空港
クイーンズタウン空港（クイーンズタウンくうこう、英: Queenstown Airport）は、ニュージーランド・オタゴ地方クイーンズタウンにある空港である。

## 利用実績
クイーンズタウンは小さな町だが空港の旅客数はニュージーランドで4位である。2018年は225万人が利用した。

## 就航路線
| 航空会社                                      | 就航地                                                                        | 路線   |
| --------------------------------------------- | ----------------------------------------------------------------------------- | ------ |
| ニュージーランド航空                          | オークランド、クライストチャーチ                                              | 国内線 |
| ニュージーランド航空                          | ブリスベン [季節運航]、メルボルン空港 [季節運航]、シドニー                    | 国際線 |
| ジェットスター航空                            | メルボルン 、ゴールドコースト                                                 | 国際線 |
| ニュージーランド航空 運航はマウントクック航空 | クライストチャーチ、ウェリントン                                              | 国内線 |
| Air Wakatipu                                  | ミルフォード・サウンド                                                        | 国内線 |
| Aspiring Air                                  | Wanaka                                                                        | 国内線 |
| グレノーキー航空                              | グレノーキー、ミルフォード・サウンド、マウントクック、Stewart Island、Dunedin | 国内線 |
| ジェットスター航空                            | オークランド、クライストチャーチ                                              | 国内線 |
| Milford Sound Flightseeing                    | ミルフォード・サウンド                                                        | 国内線 |
| カンタス航空                                  | ブリスベン [季節運航]、メルボルン空港 [季節運航]、シドニー                    | 国際線 |
| ヴァージン・ブルー 運航はポリネシアン・ブルー | ブリスベン [季節運航]、シドニー                                               | 国際線 |
| ヴァージン・ブルー 運航はポリネシアン・ブルー | オークランド                                                                  | 国内線 |